# Rarogne
Rarogne, appelée en allemand Raron, est une commune suisse du canton du Valais, située dans le demi-district de Rarogne occidental dont elle est le chef-lieu.

## Géographie

### Situation
La commune de Rarogne se situe dans le demi-district de Rarogne occidental, dans le canton du Valais, sur la rive droite de la vallée du Rhône à l'entrée du Bietschtal, à l'ouest de Viège. La commune comprend les villages de Rarogne et de Saint-Germain ainsi que les hameaux de Turtig et de Rarnerchumma.
Le territoire de Rarogne s'étend sur 30,31 km2. Lors du relevé de 2013-2018, les surfaces d'habitations et d'infrastructures représentaient 6,2 % de sa superficie, les surfaces agricoles 13,0 %, les surfaces boisées 20,8 % et les surfaces improductives 59,8 %.

### Transports

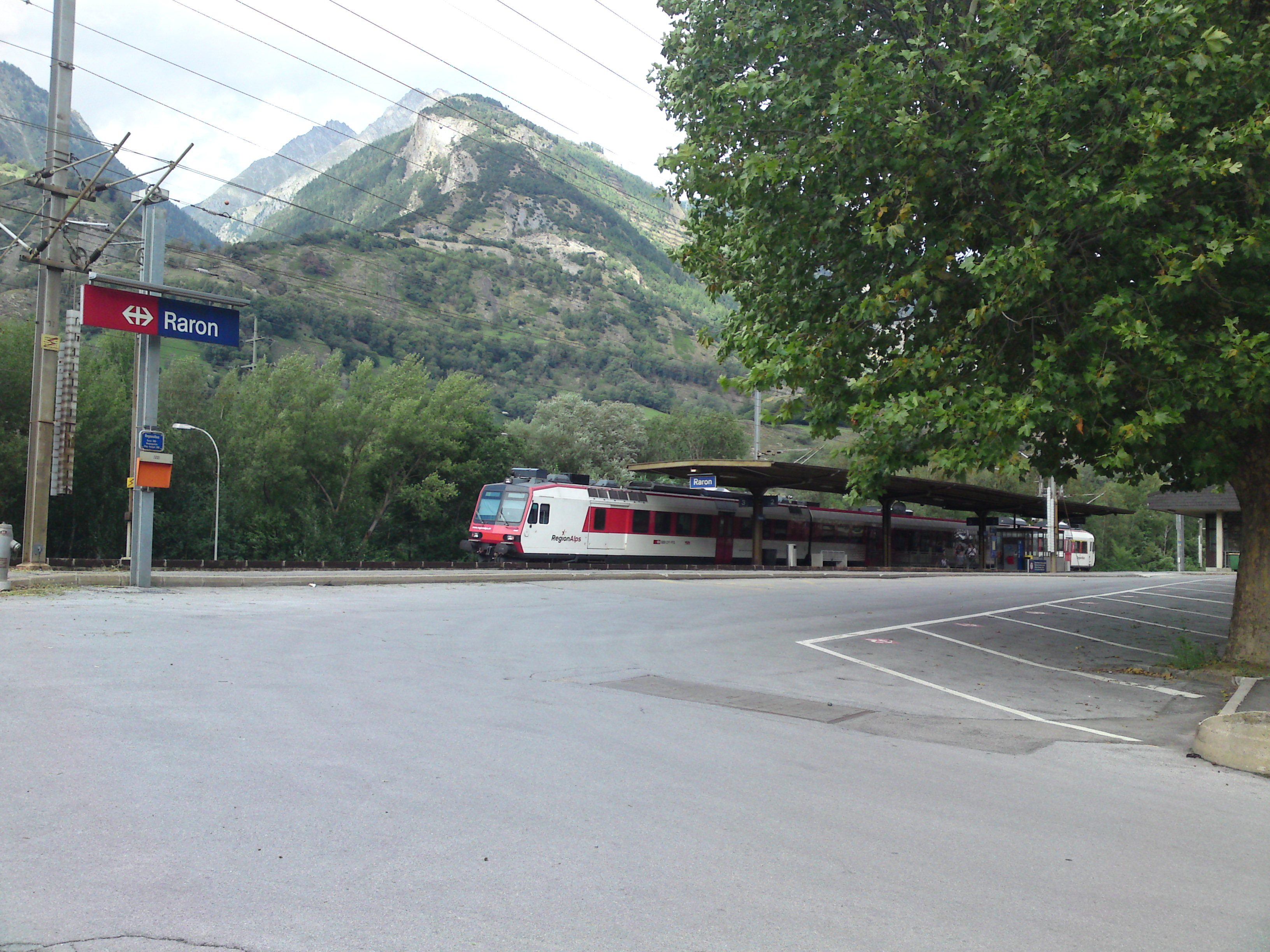
RER en gare de Rarogne.

La commune est desservie par le RER Valais deux fois par heure en gare de Rarogne. La commune comprend également le portail sud du tunnel de base du Lötschberg.

## Toponymie
La commune est attestée en 1101-1200 comme « Rarogni » et en 1146 comme « Rarun ». Le nom « Rarogne » et sa forme allemande dérivée « Raron » pourraient provenir de l'adjectif latin « *raronia » avec le suffixe « -onĕu ». Comme pour Icogne ou Randogne, la signification du nom de la commune serait alors « terre, possession de Rarus ».

## Histoire

Photo aérienne (1955).

Un habitat sur le Heidnischbiel, une nécropole à Blatt et des vestiges dispersés dans les vignes attestent une occupation continue du Néolithique à La Tène. L'habitat semble avoir été abandonné à l'époque romaine. Au Moyen Âge, la colline à l'ouest du Heidnischbiel, sur laquelle la tour d'habitation romane, siège des vidomnes, a été bâtie au XIIe siècle, est fortifiée et devient l'image emblématique de Rarogne. L'évêque de Sion remet en fief le vidomat aux Rarogne, aux Asperlin et aux Chevron Villette.
Le centre spirituel se trouve initialement à Saint-Germain, où l'église remonte au VIIIe ou IXe siècle. L'église de Rarogne semble être érigée en paroissiale en 1299 seulement. La grande paroisse englobe les quatre communes du tiers moyen du dizain de Rarogne. Unterbäch et Bürchen s'en détachent en 1554, Ausserberg en 1867. Dédiée à saint Romain, l'église de Rarogne est détruite par le torrent du Bietschbach en 1494 (à l'exception de la tour, démolie en 1938). Elle est remplacée au début du XVIe siècle par l'église de la forteresse (Burgkirche, même patron), installée dans la tour de la majorie, inhabitée, transformée en édifice gothique par Ulrich Ruffiner en 1508-1514. Restaurée dans les années 1970, la Burgkirche n'est plus desservie depuis la construction d'une église creusée dans le rocher au pied de la forteresse en 1974.
Les grandes maisons de pierre témoignent de l'aisance des bourgeois de Rarogne aux XVIIe et XVIIIe siècles : maisons des Maxen, des Zentriegen, des Zmilacher, des von Roten, des Kalbermatt à Turtig, tour d'habitation à Rotigoblatt. L'intense trafic de transit sur l'ancienne route de la vallée par Rarogne et Saint-Germain vers Viège contribue à la prospérité de l'endroit. Cette source de revenus disparaît après la construction de la route de la rive gauche au XIXe siècle. L'endiguement du Rhône et du Bietschbach, ainsi que l'assèchement de la plaine (1865-1885) et la construction du canal de drainage de la Lonza en 1920 permettent de gagner des terres agricoles dans la vallée. Au cours de la seconde moitié du XXe siècle, Rarogne se mue en commune vouée à la petite industrie et à l'artisanat, dont les immeubles locatifs et bâtiments d'exploitation s'étendent loin dans la vallée. L'aérodrome militaire, construit dans les années 1940, est abandonné dans le sillage de la réforme « Armée 95 ». Les hélicoptères d'Air Zermatt y disposent d'une base depuis 1980. Dans le cadre des nouvelles lignes ferroviaires à travers les Alpes, le portail sud du tunnel ferroviaire de base du Lötschberg est ouvert à l'est de Rarogne en 2007. La commune est connue pour ses représentations régulières de mystères et de jeux de la Passion. En 2000, plus des trois cinquièmes de la population active travaillaient hors de la commune, essentiellement à Viège, Brigue-Glis et Steg.

## Politique
La commune de Rarogne est le chef-lieu du demi-district de Rarogne occidental.

## Population et société

### Surnom
Les habitants de la commune sont surnommés d'Hoppschla, soit les petits crapauds en dialecte haut-valaisan.

### Démographie

#### Évolution de la population
La commune compte 2 002 habitants au 31 décembre 2023 pour une densité de population de 66 hab/km2. Sur la période 2010-2023, sa population a augmenté de 10,7 % (canton : 17,0 % ; Suisse : 9,4 %).  

#### Pyramide des âges
En 2023, le taux de personnes de moins de 30 ans s'élève à 31,5 %, similaire à la valeur cantonale (31 %). Le taux de personnes de plus de 60 ans est quant à lui de 28,4 %, alors qu'il est de 27,5 % au niveau cantonal.
La même année, la commune compte 1 002 hommes pour 1 000 femmes, soit un taux de 50 % d'hommes, supérieur à celui du canton (49,9 %).
| Hommes | Classe d’âge | Femmes |
| ------ | ------------ | ------ |
| 0,3    | 90 ans ou +  | 1,6    |
| 9,3    | 75 à 89 ans  | 11,1   |
| 17,7   | 60 à 74 ans  | 16,8   |
| 22,5   | 45 à 59 ans  | 20,9   |
| 19,6   | 30 à 44 ans  | 17,5   |
| 16,0   | 15 à 29 ans  | 17,2   |
| 14,8   | - de 14 ans  | 14,9   |

| Hommes | Classe d’âge | Femmes |
| ------ | ------------ | ------ |
| 0,6    | 90 ans ou +  | 1,3    |
| 8,0    | 75 à 89 ans  | 10,1   |
| 17,1   | 60 à 74 ans  | 17,9   |
| 21,0   | 45 à 59 ans  | 20,7   |
| 21,3   | 30 à 44 ans  | 20,1   |
| 17,3   | 15 à 29 ans  | 16,0   |
| 14,7   | - de 14 ans  | 14,0   |

## Culture et patrimoine

### Patrimoine bâti
La tour d'habitation, partiellement détruite en 1417 durant l'affaire de Rarogne, achetée par la commune en 1538, sert de maison du dizain et de prison (devenu une propriété privée). La tour de la majorie, qu'abrite entre autres la famille Asperlin, date du XIIIe siècle.
On y trouve la tombe du poète autrichien Rainer Maria Rilke, dans le cimetière de l'ancienne église (bâtie au XVIe siècle par l'architecte Ulrich Ruffiner). L'écrivain avait souhaité être enterré à cet endroit à l'atmosphère sauvage et magique, au sommet d'une colline.
La commune compte également une église moderne, entièrement creusée dans la roche, qui a peu à peu supplanté l'ancienne église pour les cérémonies religieuses.

### Personnalités

#### Noblesse
Rarogne a fourni un évêque et une série de grands baillis, dont la famille de Rarogne, ce qui vaut à la localité le titre honorifique de « Raronia prudens ».

#### Sportifs
- Georges Bregy (1958-), ancien footballeur international suisse.
- Erich Burgener (1951-), ancien footballeur international suisse.

### Héraldique
| Blason | Blasonnement : « De gueules au cep de vigne arraché d'or, fruité de deux grappes du même effeuillé de deux pièces de sinople. » |

Les armoiries de Rarogne sont attestées dès le XVe siècle.